# Kh-29
Kh-29 (tiếng Nga: Х-29; AS-14 'Kedge';GRAU 9M721) là một loại tên lửa không đối đất của Nga với tầm bắn 10–30 km. Nó có đầu đạn cỡ lớn 320 kg, có hệ thống dẫn đường laser hoặc TV, và nó có thể trang bị trên các máy bay chiến đấu chiến thuật như Su-24 'Fencer' và Su-30 'Flanker'.
Loại tên lửa tương đương của Mỹ là loại AGM-65 Maverick, nhưng có đầu đạn nặng hơn. Kh-29 sử dụng để tấn công các mục tiêu chiến trường và cơ sở hạ tầng lớn như toàn nhà công nghệ, kho tàng và cầu, nhưng nó cũng có thể được sử dụng tấn công tàu có trọng tải lên đến 10.000 tấn, các nhà chứa máy bay kiến cố và đường băng bê tông.

## Phát triển
Công việc phát triển bắt đầu vào cuối thập niên 1970 tại phòng thiết kế Molniya ở Ukraina, phòng thiết kế này chuyên thiết kế chế tạo vũ khí không đối đất, nhưng khi Molniya chuyển sang chuyên phát triển sản phẩm công nghệ vũ trụ thì Vympel đã nhận lấy trách nhiệm phát triển Kh-29. Cuộc bắn thử nghiệm đầu tiên diễn ra vào năm 1976 và sau khi thử nghiệm rộng rãi, Kh-29 được chấp nhận trang bị cho quân đội năm 1980.

## Thiết kế
Bố trí khí động của Kh-29 cơ bản giống với Molniya R-60 (AA-8 'Aphid'), R-60 là loại tên lửa không đối không của Molniya. Hệ thống dẫn đường ở đầu tên lửa có thể là loại laser của Kh-25 (AS-10 'Karen') và TV của Kh-59 (AS-13 'Kingbolt').

## Lịch sử hoạt động
Kh-29 được trang bị cho Không quân Nga năm 1980, và được xuất khẩu rộng rãi.

## Biến thể
- Kh-29L (Izdeliye 63, 'Kedge-A')[6] sử dụng hệ dẫn đường laser bán chủ động và có tầm hoạt động 8–10 km.[3]
- Kh-29ML là phiên bản nâng cấp của Kh-29L.[6]
- Kh-29T (Izdeliye 64, 'Kedge-B')[6] phiên bản dùng hệ dẫn đường TV, trang bị với đầu dò quang học tự động nhận dạng vật thể được phi công chỉ điểm trong buồng lái.
- Kh-29TE là phiên bản tầm xa (30 km) của Kh-29T.[3] Tầm hoạt động nhỏ nhất là 3 km; phóng trên độ cao 200-10,000 m.[3]
- Kh-29MP phiên bản chống radar phát triển trang bị cho Su-17 'Fitter' thực hiện nhiệm vụ SEAD.[6]

Một số nguồn của phương Tây đề cập đến biến thể thứ tư là "Kh-29D" sử dụng hệ dẫn đường hồng ngoại. Điều này có thể là một sự tham chiếu đến việc sử đổi camera của Kh-29T sử dụng ảnh hồng ngoại dùng trong điều kiện ngày/đêm, nhưng không xuất hiện trong các tài liệu tham khảo của Nga.

## Quốc gia sử dụng

### Hiện nay
- Belarus: Không quân Belarus- trang bị cho MiG-29BM hiện đại hóa [2].
- Ấn Độ: Không quân Ấn Độ- trang bị cho Su-30MKI[2].
- Trung Quốc: Không quân Quân giải phóng Nhân dân- có 2000 Kh-29T vào năm 2002[7] trang bị cho Su-27SK, Su-27UBK, Su-30MKK, Shenyang J-11, JH-7 ('Flounder') và Q-5 ('Fantan').[8]
- Ba Lan: Không quân Ba Lan- trang bị cho Su-22M4[2].
- Nga: Không quân Nga
- Syria: Không quân Syria
- Ukraina: Không quân Ukraina[2].
- Việt Nam: Không quân Nhân dân Việt Nam- Sukhoi Su-30MK2V

### Trước đây
- Bulgaria: Không quân Bulgaria- trang bị cho Su-22M4s[2]. Possible current usage on Su-25.
- Tiệp Khắc: Không quân Tiệp Khắc[2].
- Đông Đức

: Không quân Đông Đức .
- Hungary: Không quân Hungary - trang bị cho Su-22M3
- Iraq: Không quân Iraq
- Slovakia: Không quân Slovakia- Su-22M4[2].
- Liên Xô: Không quân Xô viết